# Husby-Rekarne och Näshulta pastorat
Husby-Rekarne och Näshulta pastorat är ett pastorat i Rekarne kontrakt i Strängnäs stift i Södermanlands län. 
Pastoratet bildades 1962 och består av:
- Husby-Rekarne församling
- Näshulta församling

Pastoratskod är 040706.